# 800

## Esdeveniments

### Països Catalans
- (aproximada) Balànsiya (València) esdevé un virregnat.
- (aproximada) Renaixement monàstic a causa del període de calma del domini carolingi. Construcció dels monestirs de Sant Esteve de Banyoles al Comtat de Besalú i els del Comtat del Rosselló, Sant Andreu de Sureda i Sant Genís les Fonts.

### Món
- Dieta de Tolosa (800) a Tolosa de Llenguadoc on es decideix la invasió del Regne d'Aquitània a Barcelona i Lleida.
- Es comença a escriure el Llibre de Kells,[1] una de les peces més importants de l'Anglaterra post-romana.
- Primer document on apareix el nom de Castella.[2]
- Coronació de Carlemany com a emperador el dia de Nadal (25 de desembre).
- Els bantus ocupen Zàmbia[3]